# Macaé EFC
Az Macaé Esporte Futebol Clube, vagy Macaé, egy 1990. július 17-én alapított a brazil labdarúgócsapat. Az együttes székhelye Macaé városában található és a Carioca állami bajnokság valamint az országos másodosztály résztvevője.

### Nemzetközi

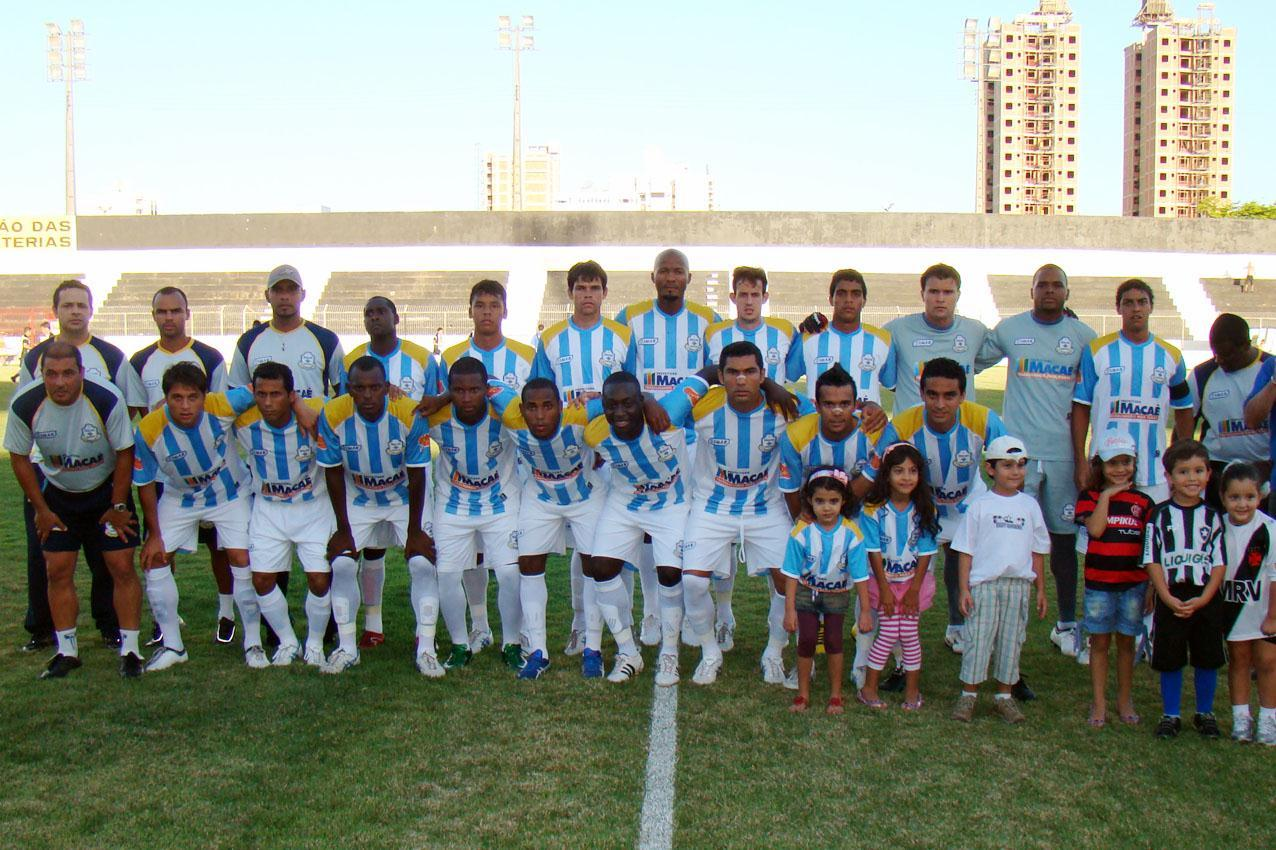
Csapatkép 2009-ből

## Játékoskeret
2014-től
| # |     | Poszt | Név             |
| - | --- | ----- | --------------- |
|   | BRA | K     | Fernando        |
|   | BRA | V     | Diego           |
|   | BRA | V     | Felipe Ferraz   |
|   | BRA | V     | Filipe Machado  |
|   | BRA | V     | Laerte          |
|   | BRA | V     | Leandro Cardoso |
|   | BRA | KP    | Aloísio         |
|   | BRA | KP    | Digão           |
|   | BRA | KP    | Fernando Santos |
|   | BRA | KP    | Gedeil          |

| # |     | Poszt | Név           |
| - | --- | ----- | ------------- |
|   | BRA | KP    | Marquinho     |
|   | BRA | KP    | Tiago Pedra   |
|   | BRA | CS    | Douglas Assis |
|   | BRA | CS    | Leozinho      |
|   | BRA | CS    | Pipico        |
|   | BRA | CS    | Pedro Oldoni  |
|   | BRA | KP    | Juninho       |
|   | BRA | K     | Ricardo Berna |
|   | BRA | CS    | Éberson       |
|   | BRA | CS    | Wágner        |